# Erich von Holst
Erich Walther von Holst (* 28. November 1908 in Riga, Gouvernement Livland; † 26. Mai 1962 in Herrsching am Ammersee) war ein deutscher Verhaltensbiologe und Neuroethologe.

## Leben

### Herkunft und Ausbildung
Erich von Holst ist der Nachfahre einer Pastorenfamilie aus Basedow bei Malchin, deren Wurzeln bis ins 16. Jahrhundert nachweisbar sind. Zur Familie von Holst zählt auch der Historiker Hermann Eduard von Holst (1841–1904). Erich von Holsts Eltern waren der Psychiater Walther von Holst (* 1872) und seine Ehefrau Dora, geborene Dehio (* 1882). Geboren in Riga, verbrachte Erich von Holst seine Schulzeit in Danzig.
Er studierte an der Christian-Albrechts-Universität zu Kiel, der Universität Wien und der Friedrich-Wilhelms-Universität zu Berlin. Von Richard Hesse wurde von Holst 1932 über das Thema Untersuchungen über die Funktion des Zentralnervensystems beim Regenwurm zum Dr. phil. promoviert. Nach seiner Promotion ging von Holst 1933 als Stipendiat zum Humanphysiologen Albrecht Bethe, Leiter des Institut für Animalische Physiologie an der Johann Wolfgang Goethe-Universität Frankfurt am Main, wo er vor allem seine experimentelle Methodik fortentwickelte und verfeinerte.

### Beruf
Von 1934 bis 1936 forschte er als Assistent an der Zoologischen Station Neapel auf dem Gebiet der Kinetik und Wirkung von Kräften und ihrer relativen Koordination in Bezug auf den Vogelflug und der Statolithenfunktion.
Erich von Holst wechselte 1937 als Assistent an das Zoologische Institut der Universität Berlin. In Berlin traf er am 12. Februar 1937 zum ersten Mal Konrad Lorenz und überzeugte diesen im Anschluss an dessen Vortrag von der Unrichtigkeit der damals weithin akzeptierten Reflexkettentheorie – für Lorenz und die Geschichte der Verhaltensforschung ein wichtiger Meilenstein. Von Holst habilitierte sich 1938 mit dem Entwurf eines Systems der lokomotorischen Periodenbildung bei Fischen als Oberassistent am Zoologischen Institut der Georg-August-Universität Göttingen.
1946 wurde von Holst ordentlicher Professor für Zoologie und Direktor des Zoologischen Instituts der Ruprecht-Karls-Universität Heidelberg.
1949 war er Mitbegründer des späteren Max-Planck-Instituts für Meeresbiologie in Wilhelmshaven (später und nach einem Ortswechsel umbenannt in Max-Planck-Institut für Zellbiologie, 2003 geschlossen). Dort leitete er eine Abteilung, die sich der Sinnesphysiologie und dem Verhalten der Fische widmete. In dieser Funktion betrieb er auch ab Herbst 1950 die Einrichtung einer Forschungsstelle für Vergleichende Verhaltensforschung als Ableger des Wilhelmshavener Instituts im Wasserschloss Buldern/Westfalen, deren Leitung 1951 Konrad Lorenz übernahm.
Zum 1. April 1954 wurden von Holsts Abteilung und die Forschungsstelle in Buldern zu einem eigenen Max-Planck-Institut für Verhaltensphysiologie verschmolzen, für das ab 1955 Institutsgebäude am Eßsee bei Starnberg in Oberbayern errichtet wurden. Der neue Standort wurde Seewiesen genannt, Direktor des neuen Instituts wurde Erich von Holst mit Konrad Lorenz als Stellvertreter. Im Jahr 1957 wurde von Holst zum Mitglied der Leopoldina gewählt. Von 1947 bis 1949 war er ordentliches und seit 1949 korrespondierendes Mitglied der Heidelberger Akademie der Wissenschaften. 1947 wurde er zum korrespondierenden Mitglied der Göttinger Akademie der Wissenschaften gewählt.
Er starb 1962 im Alter von 53 Jahren an einem bereits seit der Kindheit bestehenden Herzleiden.

#### Verhaltensphysiologische Forschung
Erich von Holst war ein handwerklich überaus begabter Experimentator. Auf der Suche nach Problemlösungen entwickelte er raffinierte Versuchsanordnungen und Modelle. Unübertroffen blieben seine mittels Gummimotor getriebenen Flugmodelle von Vögeln und Flugsauriern. Die umfangreichen verhaltensphysiologischen Erkenntnisse, durch die von Holst zu einem der Mitbegründer der Neuroethologie wurde, charakterisiert Bernhard Hassenstein in acht Punkten:
1. Nachweis physiologischer Eigenaktivität des Zentralnervensystems,
2. Entdeckung und Erforschung des M-Effekts[9] als zentralnervös koordinierendes Prinzip der relativen Koordination bei der Lokomotion der Wirbeltiere,
3. Beschreibung des Zusammenwirkens von Flügelarm und Flügelhand beim Vogelflug sowie Aufklärung des Flugprinzips von Libellen,
4. Entdeckung der Scherung als adäquater Reiz der Sinneszellen des Statolithenapparates,
5. Entdeckung des Reafferenzprinzips (Sollwert Verstellung bei aktiver Bewegung) – gemeinsam mit Horst Mittelstaedt,
6. Erkennen des Eigenreflexes als funktioneller Anteil eines Folgeregelkreises,
7. Deutung optisch-geometrischer Täuschungen als Konstanzleistung im Dienste des räumlichen Sehens,
8. Ermittlung von Funktionszusammenhängen des instinktiven Verhaltens durch Hirnreizversuche an Hühnern sowie Formulierung des Prinzips der niveau-adäquaten Terminologie.

#### Beiträge zu Musik- und Instrumentenkunde
Systematisch analysierte von Holst den Einfluss verschiedener Bauteile auf den Klang selbst gebauter, konzertreifer Geigen und Bratschen. Zur Lösung des sogenannten Bratschenproblems – bequem zu haltende Bratschen sind für die geforderte Stimmung zu klein – entwickelte er, dem biologischen Prinzip der Allometrie folgend, eine asymmetrische Bratsche, die erstaunlicherweise klanglich nicht von symmetrischen Instrumenten zu unterscheiden war (siehe Bratsche#Kurioses). Sein Buch Geigenkunde für Liebhaber konnte er nicht mehr vollenden.

### Privates
Erich von Holst war auch ein leidenschaftlicher Musiker. Weitgehend autodidaktisch begann er recht spät, nämlich 17-jährig, sich das Spiel auf der Viola anzueignen und zu perfektionieren. Am liebsten musizierte er im Quartett oder als Solist.
In erster Ehe war Erich von Holst seit 1936 mit Hildegard Schawaller (* 1906) verheiratet, in zweiter Ehe seit 1951 mit Eveline Grisebach (1922–2001), einer Ärztin, der Tochter des Kunsthistorikers August Grisebach.
Sein Sohn Dietrich von Holst, geboren 1937 in Danzig, wurde ebenfalls ein bedeutender Biologe: Der Emeritus des Instituts für Tierphysiologie der Universität Bayreuth forschte insbesondere über den sozial bedingten Stress bei Säugetieren.

## Schriften (Auswahl)
- Untersuchungen über die Funktionen des Zentralnervensystems beim Regenwurm. In: Zoologische Jahrbücher. Abteilung für allgemeine Zoologie und Physiologie. Band 51, 1932 ISSN 0044-5193, Gustav Fischer, Jena 1932 DNB 570706548, OCLC 45622317, S. 547–588. Zugleich Dissertation, Universität Berlin, Philosophische Fakultät, 1932.
- Entwurf eines Systems der lokomotorischen Periodenbildungen bei Fischen. In: Zeitschrift für vergleichende Physiologie. Band 26, Nr. 4 ISSN 0044-362X, Springer, Berlin 1939, DNB 57070653X, OCLC 250258874, S. 481–528. Zugleich Habilitationsschrift, Universität Göttingen, 17. Mai 1939.
- Biologische und aerodynamische Probleme des Tierfluges. In: Die Naturwissenschaften. Band 29, Nr. 24/25, 1941, S. 348–362.
- Untersuchungen zur Flugbiophysik, I. Messungen zur Aerodynamik kleiner schwingender Flügel. In: Biologisches Zentralblatt. Band 63, Nr. 7/8, 1943, S. 289–326.
- mit Horst Mittelstaedt: Das Reafferenzprinzip. Wechselwirkungen zwischen Zentralnervensystem und Peripherie. In: Die Naturwissenschaften. Band 37, Nr. 20, 1950, S. 464–476.
- Zur Verhaltensphysiologie bei Tieren und Menschen. Gesammelte Abhandlungen in 2 Bänden. Piper Paperback, München 1969 (Band I) und 1970 (Band II), ISBN 3-492-01784-3.
- Geigenkunde für Musiker und Liebhaber. Privatdruck aus dem Nachlass, 51 Seiten, o. J. (enthält den Aufsatz Von der Kunst des Geigenbaus sowie unvollendete Kapitel des geplanten Buches)

## Originalton
- Wie entsteht tierisches Verhalten? Konrad Lorenz im Gespräch mit Erich von Holst in: Konrad Lorenz: Über das Verhalten geselliger Tiere. Originaltonaufnahmen 1951–1983, hrsg. v. Klaus Sander, supposé, Köln 2004, ISBN 978-3-932513-55-8 (nominiert für den Deutschen Hörbuchpreis 2005 in der Kategorie „Beste Information“).[10]

## Belege
1. ↑   siehe zur Familie auch Gerolf Steiner: Holst, von. In: Neue Deutsche Biographie (NDB). Band 9, Duncker & Humblot, Berlin 1972, ISBN 3-428-00190-7, S. 547 (Digitalisat).
2. ↑   Antal Festetics: Konrad Lorenz. Aus der Welt des großen Naturforschers. Deutscher Taschenbuch Verlag, München 1988, ISBN 3-423-11044-9, S. 15
3. ↑  Eine Gründung in schwerer Zeit – das Kaiser-Wilhelm-Institut für Meeresbiologie in Wilhelmshaven (1947–1948). Marion Kazemi: Max-Planck Multimedial. Tätigkeitsbericht 2005
4. ↑   Franz M. Wuketits: Konrad Lorenz. Leben und Werk eines großen Naturforschers. Piper, München 1990, ISBN 3-492-03372-5, S. 121.
5. ↑   Franz M. Wuketits: Konrad Lorenz. Leben und Werk eines großen Naturforschers. Piper, München 1990, ISBN 3-492-03372-5, S. 123 ff.
6. ↑  Mitglieder der HAdW seit ihrer Gründung 1909. Erich von Holst. Heidelberger Akademie der Wissenschaften, abgerufen am 4. Juli 2016.
7. ↑  Holger Krahnke: Die Mitglieder der Akademie der Wissenschaften zu Göttingen 1751–2001 (= Abhandlungen der Akademie der Wissenschaften zu Göttingen, Philologisch-Historische Klasse. Folge 3, Bd. 246 = Abhandlungen der Akademie der Wissenschaften in Göttingen, Mathematisch-Physikalische Klasse. Folge 3, Bd. 50). Vandenhoeck & Ruprecht, Göttingen 2001, ISBN 3-525-82516-1, S. 117.
8. ↑  Bernhard Hassenstein: Erich von Holst (1908-1962). In: Ilse Jahn & Michael Schmitt (Hrsg.): Darwin & Co. Eine Geschichte der Biologie in Portraits. Band II. C.H. Beck, München 2001, ISBN 3-406-44639-6, S. 416 f.
9. ↑   Durch von Holst als Magnet-Effekt bezeichnet.
10. ↑  Konrad Lorenz - Über das Verhalten geselliger Tiere. In: supposé. Abgerufen am 22. Januar 2023 (deutsch).

| Personendaten    | Personendaten                                 |
| ---------------- | --------------------------------------------- |
| NAME             | Holst, Erich von                              |
| ALTERNATIVNAMEN  | Holst, Erich Walther von (vollständiger Name) |
| KURZBESCHREIBUNG | deutscher Biologe und Verhaltensforscher      |
| GEBURTSDATUM     | 28. November 1908                             |
| GEBURTSORT       | Riga, Gouvernement Livland                    |
| STERBEDATUM      | 26. Mai 1962                                  |
| STERBEORT        | Herrsching am Ammersee                        |